# SAS 4GL
SAS 4GL (ang. SAS Institute 4th Generation Language - język 4 generacji Instytutu SAS) - język programowania pakietu statystycznego SAS.
SAS 4GL wbrew nazwie, sugerującej wysoki poziom abstrakcji, nie jest językiem obiektowym (w wersji 9 wprowadzono "obiektową" składnię dla dwóch predefiniowanych obiektów – hash i hashiterator, ale nadal nie można tworzyć własnych klas). Nie ma nawet definiowalnych przez użytkownika procedur w sensie klasycznych języków programowania (zamiast nich dostępny jest rozbudowany system makr, własne funkcje użytkownika o ograniczonym zastosowaniu wprowadzono w wersji 9.1). Ma jednak wbudowane polecenia, zwane tutaj procedurami, realizujące potężny zasób algorytmów statystyki i analizy danych. Dobrze radzi sobie z dużymi zbiorami danych o milionach rekordów. Umożliwia pracę w trybie klient-serwer.

## Typy danych
SAS ma dwa proste typy danych:
- liczba rzeczywista

- tekst

Długość tekstu oraz liczbę bajtów zmiennej liczbowej można ustawiać odpowiednimi instrukcjami.
Można także ustawić tzw. format - sposób prezentacji zmiennej na ekranie oraz informat - sposób ładowania zmiennej z pliku tekstowego.
Ponadto w data stepie (opisanym dalej) można grupować zmienne w tablice. W wersji 9 wprowadzono tablice haszujące.
W obrębie niektórych procedur oferowane są podjęzyki z własnymi typami o zasięgu ograniczonym do tych procedur, np. procedura FCMP oferuje struktury z języka C, a procedura IML arytmetykę macierzy.

## Data step
Data step jest blokiem instrukcji odpowiedzialnym za przetwarzanie danych krok po kroku.
Najprostsza jego forma:
```
data
 
tabela_wynikowa
;

	
set
 
tabela_wejściowa
;

	
...
 
przetwarzanie
 
...

run
;

```

Gdzie "... przetwarzanie ..." oznacza dowolny ciąg instrukcji operujących na jednym wierszu z tabeli wejściowej i produkujących jeden wiersz tabeli wyjściowej.
run jest instrukcją kończącą blok data step.
Przetwarzając data step SAS utrzymuje w pamięci wektor bieżących wartości zmiennych.
Instrukcje są wykonywane kolejno od początku do słowa run

### Set
Natrafienie w data stepie na słowo kluczowe 
```
set
 
tabela1
 
[
tabela2
 
...
];

```

powoduje załadowanie do wektora zmiennych kolejnego wiersza z tabeli tabela1. Jeśli zmienna o tej samej nazwie co dana kolumna w tabeli już istnieje, jest nadpisywana.
Kiedy skończy się tabela 1, ładowane są dane z tabeli 2, itd.
Próba załadowania danych, kiedy skończą się wiersze we wszystkich tabelach powoduje przerwanie działania data stepu (i jest to najczęstszy sposób jego zakończenia).
W data stepie może być wiele instrukcji set. Każda z nich stanowi osobny kursor.
Można sprawdzić, czy bieżący wiersz jest ostatnim:
```
set
 
tabela1
 
[
tabela2
 
...
]
 
end
=
zmienna
;

```

Wartość zadanej zmiennej zostanie ustawiona na 1 jeśli przetwarzany jest ostatni wiesz ze wszystkich tabel. W przeciwnym wypadku wyniesie 0.
Można też sprawdzać, która tabela jest przetwarzana podając po niej w nawiasach (in=zmienna). Zadana zmienna jest wówczas ustawiana na 1, gdy przetwarzany jest jakikolwiek wiersz z tej tabeli.

### Przypisanie
```
zmienna
=
wyrażenie
;

```

przypisuje wartość do danej zmiennej, dodając ją (jeśli potrzeba) do wektora zmiennych.

### If
```
if
 
warunek
 
then
 
instrukcja1
;
 
[
else
 
instrukcja2
;]

```

wykonuje instrukcję 1 gdy warunek jest spełniony, i 2 jeśli nie jest.
```
if
 
warunek
;

```

sprawdza warunek, i jeśli nie jest spełniony wraca na początek data stepu, bez dalszego przetwarzania danych.

### Do..End
Blok kodu można ująć pomiędzy do i end. Jest wtedy traktowany jak jedna instrukcja.
```
do
;

    
....

end
;

```

Instrukcje te pozwalają też na tworzenie pętli, np.:
```
do
 
i
=
1
 
to
 
k
 
by
 
2
;

    
do
 
a
=
i
 
to
 
0
 
by
 
-1
;

        
do
 
u
=
a
 
to
 
5
;

            
....

        
end
;

    
end
;

end
;

do
 
while
(
a
=
b
);

    
....

end
;

```

### By
Instrukcja
```
by
 
zmienna1
 
[
zmienna2
...
];

```

jest globalna dla całego data stepu. Nie ma znaczenia w którym miejscu wystąpi.
By powoduje zmianę działania instrukcji set (a także opisanej dalej merge) - dane będą wczytywane nie najpierw z pierwszej tabeli, potem z drugiej itd, lecz w kolejności według zmiennej 1, następnie (jeśli wartości zmiennej1 były równe) według zmiennej 2, itd.
Jeśli którakolwiek tabela nie jest posortowana ani poindeksowana według tych zmiennych, zostanie zgłoszony błąd. 
Jeśli użyto instrukcji by, można stosować konstrukcje:
- first.zmienna1 - równa 1 gdy dany wiersz jest pierwszym przetwarzanym, albo zmienna1 właśnie zmieniła wartość.
- last.zmienna1 - równa 1 gdy dany wiersz jest ostatnim przetwarzanym, albo zmienna1 w następnym wierszu zmieni wartość.
- first.zmienna2 - równa 1 gdy dany wiersz jest pierwszym przetwarzanym, albo zmienna1 lub zmienna2 właśnie zmieniły wartość.
- last.zmienna2 - równa 1 gdy dany wiersz jest ostatnim przetwarzanym, albo zmienna1 lub zmienna2 w następnym wierszu zmieni wartość.

itd.

### Merge
Instrukcja merge działa tak jak set, jednak wczytuje jednocześnie po jednym wierszu z każdej tabeli. Służy do łączenia danych z różnych źródeł.
Jeśli nie użyto by, wiersze są łączone na zasadzie: pierwszy wiersz każdej tabeli z pierwszym wierszem każdej innej, drugi z drugim, itd.
Jeśli użyto instrukcji by, wiersze będą łączone według kluczy wymienionych w by. Jeśli w którejś z tabel zabraknie wiersza o identyfikatorze występującym w jakiejś innej tabeli, jej zmienne zostaną wypełnione wartością pustą, oznaczaną w SAS-ie przez kropkę. (in=zmienna) użyte przy tej tabeli zwróci wówczas zero.
Merge z by działa analogicznie do instrukcji full join w języku SQL (z zastrzeżeniem, że rozważane są tylko łączenia w relacji 1-do-1 lub 1-do-n).
Używając konstrukcji (in=zmienna) oraz if możemy zasymulować "join" left join albo right join:
```
data
 
wynik
;

	
merge
 
tabela1
(
in
=
in1
)
 
tabela2
;

	
by
 
id
;

	
if
 
in1
;
 

run
;

```

Równoważny kod SQL:
```
create
 
table
 
wynik
 
as

	
select
 
*

		
from
 
tabela1
 
as
 
a

		
left
 
join
 
tabela2
 
as
 
b

		
on
 
a
.id
=
b
.id

		
order
 
by
 
id
;

```

### Output
Instrukcja output powoduje umieszczenie jednego wiersza w tabeli wynikowej. Jeśli w data stepie nie ma ani jednej instrukcji output, zostanie ona domyślnie dodana na końcu.
O tym, które zmienne z wektora zmiennych znajdą się w zbiorze wynikowym możemy zadecydować używając instrukcji keep i drop: 
```
keep
 
zmienna1
 
[
zmienna2
 
...
];

drop
 
zmienna1
 
[
zmienna2
 
...
];

output
;

```

1. Jeśli nie użyjemy żadnego keep, domyślnie brane są wszystkie zmienne z wektora zmiennych.
2. Jeśli użyto choć jednego keep gdziekolwiek w data stepie, w zbiorze wynikowym zapisywane są wszystkie zmienne wymienione w którejkolwiek instrukcji keep.
3. Jeśli użyto jednej, lub wielu instrukcji drop, na koniec odrzucane są zmienne wymienione w tych instrukcjach.

Data step może wytwarzać więcej niż jedną tabelę naraz. Wówczas wszystkie tabele muszą być wymienione we frazie data, a po output możemy podać, do których tabel ma trafić wiersz wyniku. keep i drop dotyczą wszystkich tabel, można jednak różnicować zmienne trafiające do każdej z nich, za pomocą fraz (keep=zmienna1 [zmienna2...]) i (drop=zmienna1 [zmienna2...]) umieszczanych po nazwie tabeli w instrukcji data.

### Run
Instrukcja występująca na końcu kodu data stepu. Powoduje przejście z powrotem na początek data stepu. Kasuje przy tym wektor zmiennych (wypełnia go wartościami brakującymi).
Aby uchronić zmienną przed skasowaniem, można ją wymienić w instrukcji:
```
retain
 
lista
 
zmiennych
;

```

umieszczonej gdziekolwiek w data stepie.
W retain można też podać początkowe wartości zmiennych.

## Procedury
Słowo procedura w SAS-ie znaczy co innego niż w innych językach. Procedura nie jest definiowana przez użytkownika, lecz zaszyta w systemie i możliwa tylko do wywołania.
Ich składnia zależy od konkretnej procedury. Spośród kilkuset podano poniżej kilka najczęściej używanych. Każda z nich ma mnóstwo opcji, które nie będą tu już opisywane.

### proc sort
Sortowanie tabeli.
```
proc
 
sort
 
data
=
nazwa_tabeli
;

	
by
 
zmienna1
 
[
zmienna2
 
...
];

run
;

```

### proc sql
Umożliwia użycie w SAS wstawek SQL.
```
proc
 
sql
;

	
dowolny
 
kod
 
sql

quit
;

```

### proc freq
Wyświetla ile razy wystąpiła dana wartość danej zmiennej, albo kombinacja wartości kilku zmiennych.
Przykład:
```
proc
 
freq
 
data
=
tabela
;

	
tables
 
zmienna1
 
zmienna2
 
zmienna3
*
zmienna4
;

run
;

```

### proc reg
Regresja liniowa
```
proc
 
reg
 
data
=
tabela
;

	
model
 
zmienna_objaśniana
=
zmienna_objaśniająca1
 
zmienna_objaśniająca2
 
...
;

run
;

```

### Kilka innych procedur
- proc anova - ANOVA
- proc corr - korelacja
- proc cluster - analiza skupień
- proc factor - analiza czynnikowa
- proc gplot - wykresy
- proc logistic - regresja logistyczna
- proc means - średnie
- proc surveyselect - wybór próby statystycznej
- proc transpose - transpozycja tabeli
- proc tree - drzewo klasyfikacyjne
- proc univariate - analiza jednowymiarowych rozkładów prawdopodobieństwa

## Funkcje i podprogramy
SAS oferuje predefiniowane funkcje (matematyczne, tekstowe, statystyczne, itp.) możliwe do użycia w data stepach i niektórych procedurach (w szczególności SQL). Własne funkcje i podprogramy można tworzyć począwszy od wersji SAS 9.1 za pomocą procedury FCMP. Mogą być one wykonywane w data stepach i niektórych procedurach, ale same nie mogą data stepów i procedur wywoływać.

## Makrodefinicje
Prawdziwym odpowiednikiem procedur w SASie nie są instrukcje PROC, ani podprogramy FCMP lecz makrodefinicje. SAS ma bardzo rozbudowany preprocesor, który pozwala m.in. dynamicznie zmieniać treść programu w trakcie jego wykonania oraz rekurencyjnie zagnieżdżać makra.

## Krytyka
SAS w środowisku statystyków jest często chwalony za swe rozbudowane możliwości.
Z drugiej strony kilka jego cech budzi raczej krytykę. 
- Język ma więcej wspólnego ze stylem programowania z lat 60., w takich językach jak Fortran, czy Basic, niż ze współczesnymi koncepcjami programistycznymi. Ma instrukcje poke, peek, czy goto, ale nie ma zwykłych definiowanych przez użytkownika procedur i obiektów, a jedynie predefiniowane instrukcje zwane procedurami oraz predefiniowane obiekty.
- SAS 4GL jest czasem bardzo zagmatwany i ma pełno wyjątków. Przykłady:
  - instrukcja

label zmienna='xyz';

nada zmiennej etykietę 'xyz', ale instrukcja:
label zmienna='';

nie usunie tej etykiety lecz nada etykietę będącą tekstem pustym. Żeby usunąć etykietę należy napisać pomiędzy apostrofami spację:
label zmienna=' ';

- pętli do...end można używać tylko w data stepie. Poza data stepem można używać pętli %do...%end ale tylko w obrębie słów kluczowych %macro...%mend. Poza definicją makra i data stepem w ogóle nie da się używać pętli, przez co kod często sztucznie wkłada się do makra.
- &a to wartość makrozmiennej o nazwie "a". Jednak wartość makrozmiennej, której nazwa jest przechowywana w makrozmiennej "a", to nie &&a lecz &&&a.
- To samo makro może wyprodukować daną makrozmienną raz jako lokalną a innym razem jako globalną, w zależności od tego, czy makrozmienna o tej samej nazwie została przed wywołaniem makra zdefiniowana jako globalna.
- Kod:
%macro test;
   %if 10.5>2 %then %put tak; %else %put nie;
%mend;
%test;

da w wyniku "nie", gdyż %if używa arytmetyki całkowitej a 10.5 nie jest liczbą całkowitą, więc uznaje ją za tekst i porównuje alfabetycznie teksty "10.5" oraz "2". Porównywanie liczb można osiągnąć przez:
%macro test;
   %if %sysevalf(10.5>2) %then %put tak; %else %put nie;
%mend;
%test;

Ujęcie w makro jest konieczne, bo poza makrami nie działa %if.
- Niektóre funkcje nie są dostępne w niektórych procedurach. Funkcje input i put pozwalające na konwersję tekstu na liczbę i odwrotnie nie są dostępne w procedurze SQL, co sprawia, że nie da się przeprowadzić w SAS takiej konwersji za pomocą SQL.

## Certyfikaty
SAS Institute oferuje dwa certyfikaty ze znajomości SAS 4GL:
- SAS Certification: Base Programming for SAS 9
- SAS Certification: Advanced Programming for SAS 9.